# Hablar
Hablar és una pel·lícula espanyola del 2015 dirigida per Joaquim Oristrell i Ventura. Es tracta d'una pel·lícula formada per diferents episodis rodada en un únic pla seqüència rodat al barri madrileny de Lavapiés en una nit d'agost.

## Sinopsi
Una pel·lícula d'antologia amb 20 relats sobre la paraula, la comunicació, lligats entre ells en un tram de 400 metres: des de la plaça de Lavapiés de Madrid fins a la Sala Mirador, amb converses improvisades sobre la crisi. Un viatge entre el teatre i el cinema, rodat en una sola captura fixa de més de 80 minuts i mig quilòmetre, al barri de Lavapiés. Una vintena de personatges parlen, discuteixen, riuen, ploren, amenacen, xiuxiuegen, criden, roben, s'enrotllen, s'enfaden i s'abracen mútuament, incitant a l'espectador a reflexionar sobre l'immens poder de les paraules.

## Repartiment
- Sergio Peris-Mencheta... El Profeta
- Estefanía de los Santos	...	La Borratxa
- María Botto	...	La Mare
- Raúl Arévalo	...	El Xai
- Marta Etura	...	La Superqualificada
- Juan Diego Botto...	L'Explotador
- Astrid Jones	...	L'Explotada
- Dafnis Balduz	...	El Periodista
- Mercedes Sampietro...	La Corrupta
- Nur Levi...	L'Obsessiva
- Miguel Ángel Muñoz...	L'Addicte al Porno
- Carmen Balagué	...	La Comadrona
- Goya Toledo	...	La Noia Anuncio
- Secun de la Rosa... El Director de l'Hotel
- Álex García	...	Alicia

## Nominacions i premis
Fou nominada a la Bisnaga d'Or al Festival de Màlaga. Va rebre un premi especial Turia als XXV Premis Turia.